# Portomaso Business Tower
Portomaso Business Tower – wieżowiec znajdujący się na Malcie. Jego wysokość wynosi prawie 100 metrów, posiada 23 kondygnacje. Budynek otwarto w 2000 roku.  W latach 2000–2022 był najwyższym budynkiem Malty, w 2022 roku status najwyższego budynku na Malcie przejął Mercury Tower.

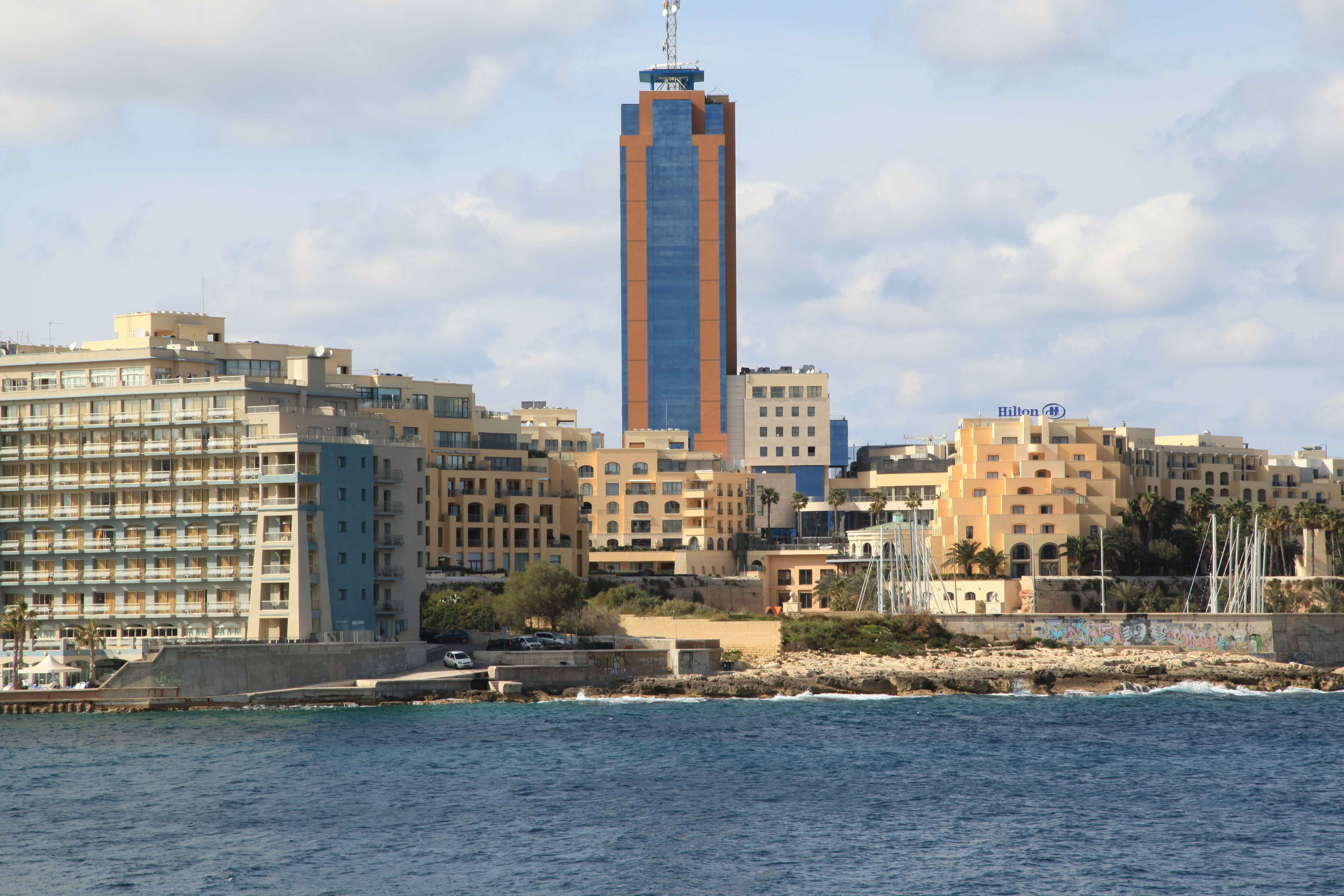

## Opis
Pierwsze sześć pięter budynku ma po 450 m² powierzchni, a pozostałe piętra mają po 300 m² każde. Parter jest zajmowany przez centrum handlowe Arkadia. Znajduje się tu także recepcja otwarta 24 godziny na dobę. W budynku znajdują się również dwa kasyna, w tym Portomaso Casino. Na 22 piętrze znajduje się klub Level 22. Budynek sąsiaduje z hotelem Hilton.

## Drugi budynek
W 2022 roku oddano do użytku drugi budynek, Portomaso Business Tower 2 mający 12 kondygnacji naziemnych. Jest on w kształcie żagla. Zlokalizowany jest w bezpośrednim sąsiedztwie wieżowca Portomaso Business Tower. Wcześniej na tym terenie znajdował się jednopiętrowy budynek zajmowany przez Portomaso Café.